# Ketlin Priilinn
Ketlin Priilinn (1982. március 31. –) észt író, műfordító, könyvtáros és újságíró.

## Élete
2004-ben végzett az Észt-Amerikai Üzleti Főiskola Nemzetközi Intézetben nemzetközi turisztikai menedzsment szakon. Szabadúszó újságíróként kezdett dolgozni. Gyakran foglalkozott gazdasági kérdésekkel, több újságnak is dolgozott (Äripäev, Ärielu, Interjöör). A Pääsküla könyvtár könyvtárosa. Számos könyvet írt gyermekeknek, fiataloknak és felnőtt olvasóknak. Négy alkotást fordított angolról észtre. 2010-ben megházasodott, és felvette a Ketlin Rauk nevet, de továbbra is Priilinn néven ír könyveket.

## Művei
- Koeralaps Berta seiklused (2005) Berta kutya kalandjai
- Lugusid koertest (2005) Történetek a kutyákról
- Peaaegu Tuhkatriinu (2007) Majdnem Hamupipőke
- Maarjamäe kägu (2007) Mirjam kakukk
- Anna ja tema merisiga Julius (2007) Anna és tengerimalac
- Hõbeingel (2007) Ezüstangyal
- Tüdruk nimega Maricruz (2007) Egy lány, Maricruz
- Vaim (2008) A szellem
- Liiseli võti (2008) Liisel kulcsa
- Hirm pole tähtis (2008) A félelem nem számít
- Väike kuninganna (2009) Kiskirálynő
- Bertrande (2009) Bertrand
- Mustlasplikad (2009) Cigányok
- Sefiirist loss (2010) A kastély
- Ei iialgi ilma Murita (2010) Soha Muri nélkül
- Liblikasonaat (2010) Pillangó-szonáta
- Evelini lood (2011) Evelin történetei
- Igavesti sõbrad (2012) Barátok mindörökké
- Armastusega fännidelt (2012) A szerelem rajongói
- Kameeleonmees (2013) Kaméleonember
- Miraculum (2015) Mirákulum
- Roosi ja Liisu seiklused (2015) Roosi és Liisu kalandjai
- Halloween (2015) Halloween
- Enne kui on hilja (2015)[1] Mielőtt késő lenne
- Evelini uued lood (2016) Evelin új történetei
- Kas keegi kuuleb mind? (2017)[2] Hall valaki?
- Kommionu (2018)[3]
- Jenny Dahlgren (2018)[4]
- Lumehaldjas (2020)[5] Hó tündér

### Műfordítási
- Walter Mosley: Kuus Easy lugu (2004) Hat egyszerű történet
- Ruth Rendell: Aadam ja Eeva ja Näpista Mind (2005)
- Michael Cunningham: Kodu maailma lõpus (2006) Otthon a világ végén
- Susan Kay: Fantoom (2006)

## Díjai, elismerései
- Jelölt az Észt Gyermekirodalmi Központ, a Tänapäev Kiadó és a Täheke Magazin gyermekjáték-versenyén:  Berta kutya kalandjai (2004)
- 3. helyezett az Észt Gyermekirodalmi Információs Központ és a Tänapäev Kiadó által szervezett ifjúsági regényversenyen: Mirjam kakukk (2003)
- 2. helyezett a Ma Kiadó regényversenyén: Liisel kulcsa (2008)
- Jelölt az Észt Gyermekirodalmi Központ és a Tänapäev Kiadó pályázatán: Kiskirálynő (2008)
- Jelölt az Észt Gyermekirodalmi Információs Központ és a Tänapäev Kiadó által szervezett ifjúsági regényversenyen: Cigányok (2008)
- A Tallinni Könyvtárából 2007-ben legtöbbet kölcsönzött gyermekkönyv szerzője: Majdnem Hamupipőke (2008)
- Az Észt Gyermekirodalmi Információs Központ és a Tänapäev Kiadó által szervezett ifjúsági regényverseny 2. helyezettje: A kastély (2010)
- Jelölt a Ma Kiadó regényverseny: Pillangó-szonáta (2010)
- 3. helyezett az Észt Gyermekirodalmi Központ és a Tänapäev Kiadó ifjúsági regényversenyen: Halloween (2014)

## Fordítás
- Ez a szócikk részben vagy egészben  a   Ketlin Priilinn című észt Wikipédia-szócikk ezen változatának fordításán alapul.  Az eredeti cikk szerkesztőit annak laptörténete sorolja fel. Ez a jelzés csupán a megfogalmazás eredetét és a szerzői jogokat jelzi, nem szolgál a cikkben szereplő információk forrásmegjelöléseként.